# Lambertia
Lambertia es un género de arbustos perteneciente a la familia Proteaceae. Se encuentra en Australia.
Lambertia son arbustos o pequeños árboles esclerófilos. Tiene las flores, que son asimétricas, con un largo tubo floral y lóbulos bien laminados, en rojo, naranja, amarillo y verde.

## Taxonomía
Lambertia fue descrito por Sir James Edward Smith y publicado en Trans. Linn. Soc. London 4: 214, 223. 1798. La especie tipo es: Lambertia formosa Sm.  
Etimología
El género fue nombrado en 1798 por Sir James Edward Smith en honor del botánico inglés, Aylmer Bourke Lambert.

## Especies
- Lambertia echinata R.Br. (Prickly Honeysuckle)
- Lambertia ericifolia R.Br. (Heath-leaved Honeysuckle)
- Lambertia fairallii Keighery (Fairall's Honeysuckle)
- Lambertia formosa Sm. (Mountain Devil)
- Lambertia ilicifolia Hook. (Holly-leaved Honeysuckle)
- Lambertia inermis R.Br. (Chittick)
- Lambertia multiflora Lindl. (Many-flowered Honeysuckle)
- Lambertia orbifolia C.A.Gardner (Round-leaf Honeysuckle)
- Lambertia rariflora Meisn. (Green Honeysuckle)
- Lambertia uniflora R.Br.